# Carl Nathan
Carl Nathan (* 10. März 1891 in Mainz; † 11. September 1980 in Basel) war ein Bankdirektor und Uhrensammler.

## Leben
Carl Nathan verbrachte seine Jugendzeit in Brüssel. Er begann seine berufliche Laufbahn im Bankhaus J. Dreyfus & Co. in Berlin. Später berief man ihn an den Hauptsitz nach Frankfurt und ab 1920 nach Basel. 1930 erlangte Carl Nathan das Basler Bürgerrecht und wurde damit Schweizer.

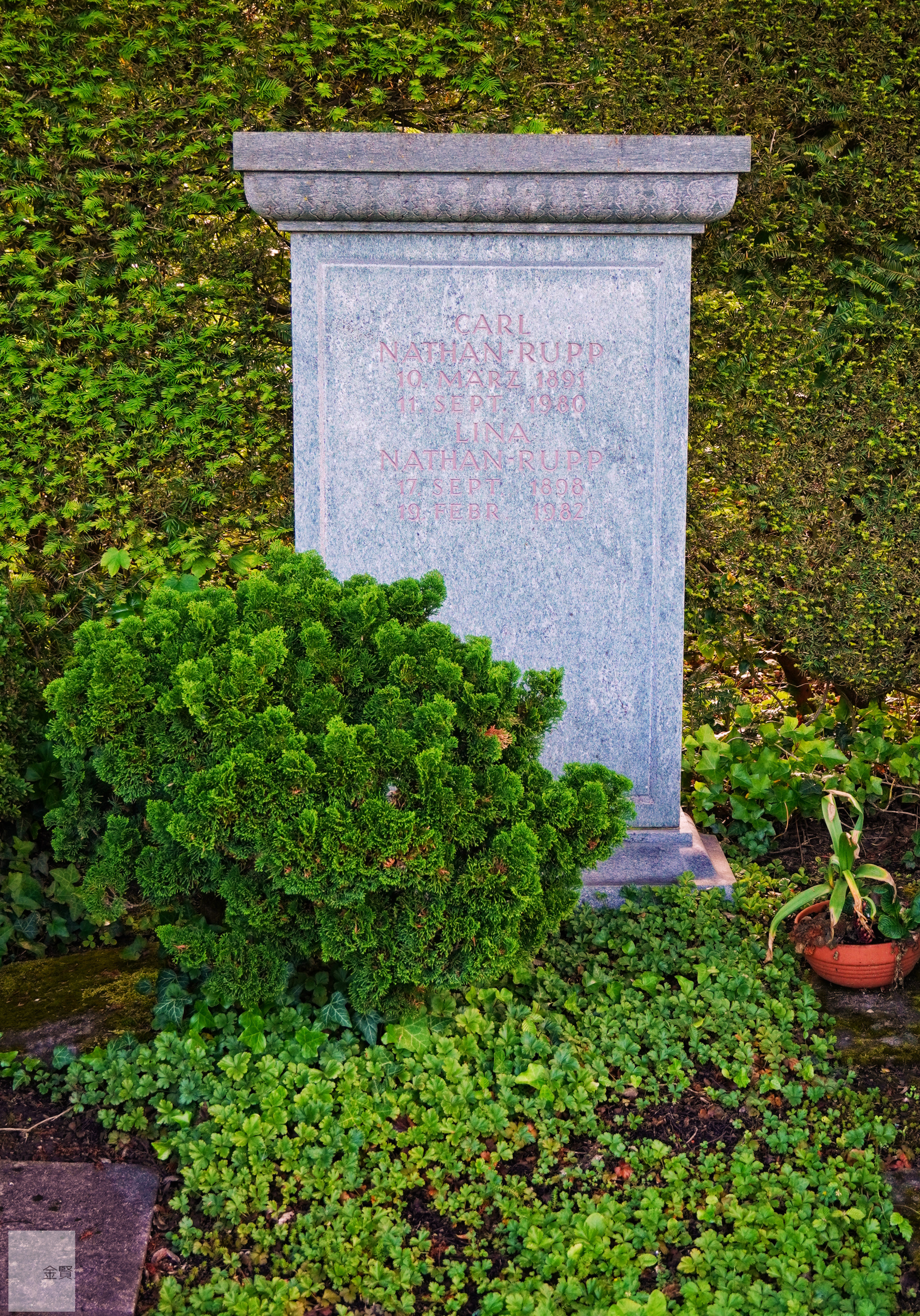
Grabstein von Carl und Lina Nathan-Rupp

Das Grab des Ehepaares befindet sich auf dem Friedhof am Hörnli in Riehen BS.

## Sammlung
1951 erwarb Carl Nathan seine erste Uhr, 1976 seine letzte. Er sammelte zunächst Großuhren und dann Taschenuhren. Bekannt wurde seine Sammlung durch Kutschenuhren. Als Vermächtnis schenkte 1982 das Ehepaar Lini und Carl Nathan-Rupp dem Historischen Museum Basel ihre Sammlung, heute ausgestellt im Haus zum Kirschgarten.